# Tweede Kamerverkiezingen 1972/Kandidatenlijst/SGP
De kandidatenlijst voor de Tweede Kamerverkiezingen 1972 van de SGP was als volgt:

## De lijst
- vet: verkozen
- schuin: voorkeurdrempel overschreden

1. Hette Abma - 148.681 stemmen
2. Henk van Rossum - 3.716
3. Cor van Dis jr. - 2.268
4. Bas van der Vlies - 1.395
5. R. van Ommeren - 579
6. P.J. Dorsman - 2.422
7. P.H.D. van Ree - 230
8. Herman Fokker - 130
9. M. Golverdingen - 189
10. F. Dieleman - 169
11. Cor Boender - 113
12. Wisse Bron Rzn. - 88
13. J.H. Wolterink - 231
14. M. Burggraaf - 165
15. Jac. Dankers - 162
16. C.S.L. Janse - 58
17. A. Vergunst - 715
18. Koert Meuleman - 144
19. Leen van der Waal - 106
20. G. Bouw - 178
21. W.Chr. Hovius - 865
22. J. de Rooij - 92
23. K. van der Plas - 190
24. W. Kroon - 228

PvdA · KVP · VVD · ARP · D'66 · CHU · DS'70 · CPN · SGP · PPR · GPV · PSP · DMP · NMP · Boerenpartij · RKPN · Partij van het Recht · Anti-Woningnood Aktie · Lijst 17 (kieskringen X en XI) · Nieuwe Roomse Partij
1918 · 1922 · 1925 · 1929 · 1933 · 1937 · 1946 · 1948 · 1952 · 1956 · 1959 · 1963 · 1967 · 1971 · 1972 · 1977 · 1981 · 1982 · 1986 · 1989 · 1994 · 1998 · 2002 · 2003 · 2006 · 2010 · 2012 · 2017 · 2021 · 2023